# Pumpspeicherkraftwerk Ludington
Das Pumpspeicherkraftwerk Ludington ist ein Pumpspeicherkraftwerk mit einem hochgelegenen Staubecken in Ludington, Michigan, USA. Es wurde zwischen 1969 und 1973 zu Baukosten von 315 Millionen Dollar gebaut, gehört gemeinsam Consumers Energy und Detroit Edison und wird von Consumers Energy betrieben. Zur Zeit der Fertigstellung war es das größte Pumpspeicherkraftwerk der Erde. Heute ist es nach der sich ebenfalls in den USA befindlichen Bath County Pumped Storage Station das Pumpspeicherkraftwerk mit der weltweit zweitgrößten Leistung.

## Technische Daten
Es besteht aus einem Reservoir, das 34 m tief, 4 km lang und 1,6 km breit ist und 100 Millionen m³ Wasser fasst. Die Länge des Ringdammes ist 9600 m. Das 3,3 km² große Reservoir befindet sich am Ufer des Lake Michigan. Weil undurchlässiger Fels erst 240 m unter dem Becken vorhanden ist, mussten die Bauleute das Reservoir mit Schichten aus Asphalt und Lehm abdichten, um das Wasser daran zu hindern zu versickern.
Das Kraftwerk besteht aus sechs umkehrbaren Turbinen, die jede 312 MW elektrischer Leistung generieren können, das sind zusammen 1.872 MW. Das Wasser wird aus dem oberen Reservoir durch sechs Druckleitungen, die jeweils 330 m lang sind und sich im Durchmesser von 8,5 m zu 7,3 m verjüngen, zu den Turbinen geleitet. Es ist ein Ausbau auf 2172 MW geplant. Die sechs Turbinen sollen bis 2019 durch leistungsfähigere ersetzt werden, jede Turbine soll 50 MW mehr leisten.
Nachts, während niedriger Nachfrage nach Elektrizität, laufen die Turbinen in umgekehrter Richtung, um Wasser aus dem Lake Michigan 110 m hoch in das Reservoir zu pumpen. Das Kraftwerk nutzt die natürliche steile Sandformation des Ostufers des Sees. Während der Zeiten starker Nachfrage wird Wasser abgelassen, um Strom zu erzeugen. Die Stromerzeugung kann innerhalb von zwei Minuten beginnen, wobei die Maximalleistung von 1.872 MW in weniger als 30 min erreicht wird. Der maximale Wasserdurchfluss ist mehr als 2080 m³/s.
Dieser Prozess trägt dazu bei, Bedarfsspitzen im Netz abzudecken, die von den Kohlekraftwerken, die in der Grundlast laufen, nicht so schnell abgedeckt werden können. Er ersetzt auch Gaskraftwerke für diesen Spitzenbedarf. Das Pumpspeicherkraftwerk Ludington ist über drei 345-kV-Hochspannungsleitungen mit dem Netz verbunden, die alle der Michigan Electric Transmission Company (METC) gehören, einem Tochterunternehmen der ITC Holdings.

## Auszeichnung
1973 hat das Projekt von der American Society of Civil Engineers einen Preis für „Herausragende Leistungen im Bauingenieurwesen“ bekommen.

## Ausbau
Consumers Energy hat Pläne, die Anlage auszubauen und die Leistung der Pumpen um bis zu 9 % zu steigern. Consumers Energy plant auch, die Windenergie entlang der Ostküste des Lake Michigan mit Windkraftanlagen nutzen. Weil der Wind unregelmäßig wirkt und große Energiemengen zu Zeiten liefert, in denen sie nicht gebraucht werden, ist es wünschenswert, Pumpspeicheranlagen in der Nähe von Windparks zu haben. Die verfügbare Pumpspeicherkapazität begrenzt teilweise den maximalen Beitrag, den die Windkraft zur Energieversorgung einer Region leisten kann.